# Eduardo Leite
Eduardo Leite, né le 10 mars 1985 à Pelotas, est un homme politique brésilien.
Membre du Parti de la social-démocratie brésilienne (PSDB), il est élu au conseiller municipal de sa ville natale en 2009 et est gouverneur du Rio Grande do Sul de 2019 à 2022 et depuis 2023.

## Biographie

### Situation personnelle
En juillet 2021, au cours d'une émission télévisée, Eduardo Leite révèle qu'il est homosexuel. Déclarant qu’il est « un gouverneur gay, pas un gay gouverneur », il est la première personne à ce poste à afficher publiquement son homosexualité.

### Parcours politique
Sous l’étiquette du Parti de la social-démocratie brésilienne (PSDB), Eduardo Leite est élu en 2009 conseiller municipal de Pelotas, sa ville de naissance.
Au second tour des élections générales de 2018, avec 53,6 % des suffrages exprimés, il est élu gouverneur du grand État du Rio Grande do Sul face au sortant, José Ivo Sartori (MDB). À 33 ans, il devient ainsi le plus jeune gouverneur du Brésil.
En 2021, il annonce être candidat à la primaire du PSDB en vue de l’élection présidentielle de 2022, apparaissant comme une figure modérée et moins clivante que les deux favoris, le président sortant d’extrême droite Jair Bolsonaro et l’ancien président de gauche Luiz Inácio Lula da Silva. Il obtient 44,66 % des suffrages face au vainqueur de la primaire João Doria, qui est officiellement désigné candidat du PSDB pour l'élection présidentielle de 2022. 
Eduardo Leite quitte son poste de gouverneur le 31 mars 2022 dans le cas où son parti ferait appel à lui pour remplacer João Doria en difficulté dans les sondages, malgré sa défaite lors des primaires du PSDB. João Doria renonce finalement à sa candidature en mai 2022, le PSDB apportant son soutien à la candidature de Simone Tebet. 
Il est de nouveau candidat au poste de gouverneur de Rio Grande do Sul pour l'élection de 2022. Il se qualifie au second tour avec 26,81 % des voix, en ballotage défavorable face à son adversaire Onyx Lorenzoni qui arrive en tête avec 37,5 % des suffrages. Le 30 octobre, il est cependant élu en obtenant 57,12 % des voix et prend ses fonctions le 1er janvier 2023.

## Prises de position
Appartenant à l’aile centriste de son parti, Eduardo Leite vote pour Jair Bolsonaro au second tour de l’élection présidentielle de 2018, avant de prendre ses distances avec celui-ci.